# 국제교류진흥회
국제교류진흥회는 한국의 전통문화 해외보급과 번역사업 진흥을 위하여 1982년 4월 15일 설립된 문화체육관광부 소관의 재단법인이다. 사무실은 서울특별시 종로구 종로2가 56-15에 있다.

## 주요 사업
- 한국문학의 해외소개를 위한 연구 및 출판 지원
- 한국문학작품의 번역 및 출판지원
- 국제적 의사소통 능력의 개발 및 평가